# Só Nós Dois
Só Nós Dois é o décimo primeiro álbum da dupla brasileira de música sertaneja Rick & Renner, lançado em 30 de dezembro de 2004 pela gravadora Warner Music. Foi certificado com disco de platina pela ABPD, tendo cerca de 200 mil cópias vendidas.

## Faixas
| N.º | Título                                     | Compositor(es)                                                    | Duração |  |
| 1.  | "Eu Mereço"                                | Rick                                                              | 4:16    |  |
| 2.  | "Saudade Desse Amor"                       | Augusto Cesar / Ed Wilson                                         | 3:10    |  |
| 3.  | "Agora é Assim"                            | Peninha                                                           | 4:06    |  |
| 4.  | "Meu Bem Não Me Quer (My Baby Don't Care)" | Sid Herring - Versão: Renato Barros                               | 3:30    |  |
| 5.  | "Bebedeira"                                | Rick                                                              | 4:06    |  |
| 6.  | "Mulher Difícil"                           | Rick                                                              | 3:07    |  |
| 7.  | "Amor Aventureiro"                         | Jotha Luis / Alexandre                                            | 3:43    |  |
| 8.  | "Só Nós Dois (Somos Tu y Yo)"              | Donato / Estefano - Versão: Manoel Nenzinho Pinto / Roberto Merli | 5:27    |  |
| 9.  | "Gostando Só" (part. Monalisa Nunes)       | Rick / Monalisa                                                   | 4:30    |  |
| 10. | "Tô Abrindo as Portas do Meu Coração"      | Daniel Ordine / Moisés Ordine / Nikon                             | 3:53    |  |
| 11. | "Brega Demais"                             | Rick / Alexandre                                                  | 3:38    |  |
| 12. | "Pelejando" (part. Gino & Geno)            | Eric Estrada / Paulo Henrique                                     | 2:38    |  |
| 13. | "Pinga Goela Abaixo"                       | Rick / João Márcio / Fabiano                                      | 2:56    |  |
| 14. | "Doidinho Por Você"                        | Rick                                                              | 4:08    |  |
| 15. | "Mãe"                                      | Rick                                                              | 4:47    |  |

## Certificações
| País          | Certificação | Data | Vendas certificadas |
| ------------- | ------------ | ---- | ------------------- |
| Brasil (ABPD) | Platina      | 2005 | 200.000             |